# NIGHT=HAWKS!
『PILLOW TALK GUNDAM "NIGHT=HAWKS!"』（ピロー トーク ガンダム ナイト ホークス！）は、此路あゆみ（スタジオ ウィズ）による日本の漫画。バンダイのアンソロジーコミック誌『ガンダムジェネレーション』『サイバーコミックス』にて不定期に連載された。アニメ作品群「ガンダムシリーズ」を題材にした作品である。
なお、掲載話によっては「NIGHT=HAWKS!!」「PILLOW TALK GUNDAM "NIGHT=HAWKS!"」など、名称に差異がある。

## 作品解説
一年戦争の最中、地球連邦軍所属のチャアミン・ブラウン曹長は、地上の補給部隊「第13独立電撃部隊ナイトホークス」に配属される。この部隊は全隊員が女性の疑似NT（薬物投与による強化実験体）であり、ミデア級改造機を中心に運用され、前線の連邦軍を巡り各種補給および慰安婦任務を担っていたが、独自の自衛戦力として正規のV作戦主力開発計画のRX計画のダミー計画開発機であるMSも搭載していた。チャアミンはこの中でRXX G・ダミーのパイロットとなる。
第2話で「木馬がベルファストにいる」との情報をジオン公国軍がキャッチしており、第6話でレビル将軍戦死の一報が届くことから、本作は11月半ばから12月末までの物語であることが示唆されている。同人誌版によれば、UC0079年11月8日にG・ダミーが実戦配備、12月28日にナイト・ホークスが全滅している。また、第1話でチャアミンがダブリンを出発し、第4.5話から第5話にかけてジャブローに向かって海を越えており、同人誌掲載資料によれば第5話でのウェルディア撃沈がボルティモア付近、第6話でのコンテナ船撃沈による全滅がカリブ海カラカス沖と書かれているため、物語の舞台は北米である。
単行本化はされなかったが、のちに此路が本作の内容をまとめた同人誌『QUE TYPE 120% COLLECTION NIGHT HAWKS!』を出版した。角川書店のアニメムック本「NEW TYPE 100%シリーズ」の体裁をパロディしたものであり、アニメ化を想定した設定や擬似プラモデル広告、描き下ろし漫画など手の込んだ仕様となっている。それによれば本作は本来『0080』と同時期にR指定のOVAとして小規模リリースされた作品であり、劇場映画化が計画されて試写会まで行われたにもかかわらず、火災、台風、隕石の落下などによってフィルムや資料が失われて公開に至らなかった幻の作品を、フィルムコミックとして発表したものという設定になっている。
その監督であるという設定の近永健一は同人誌版のインタビューにて、ファーストガンダムを観ていた世代が成長して大人になっている以上は「性」についても触れるべきで、子供向けのSD、正統派ファンに対するOVA作品がある以上、ヤングアダルト向けのガンダムを作りたかったという考えを述べている。また、総作画監督であるという設定の小林早苗は、劇場版『めぐりあい宇宙』の作中でただ丸い光として描かれる爆発の中にいた人たちにも家族がいて、ドラマがあり、戦争を終わらせたのは主人公たちではなくそうした無名の兵士たちで、そうした大勢の「その他」の物語であるという本作のテーマを述べている。ただし、これらはあくまでも「アニメムック本のパロディ」という体裁の同人誌に掲載されたインタビューであるため、両者がどれほど作品制作に関わっていたかは不明である。

## ストーリー
NIGHT HAWKS!!
人類が増えすぎた人口を宇宙に移民させ始めてから既に半世紀が過ぎた。地球の周りに浮かぶ人工都市は人類の第二の故郷となり、人々はそこで子を産み、育て……そして死んでいった。そんな時代、宇宙世紀００７９、地球の片隅でこの物語は始まる。
第1話「HOT STUFF」
ダブリンの秘密工場から第13独立電撃部隊ナイトホークスへ配属され、G・ダミーを輸送する事となったチャアミン。しかし連邦の「新型戦闘爆撃機」を狙う敵空挺部隊に発見され、空輸任務中のため実弾を携行していなかったため、ドップ=Reの攻撃から必死に逃げ惑うはめに。そこへ駆けつけたアーシィの操るG・キャノンによって救われたチャアミンだが、母艦ウェルディアに着艦しようとしたところ、敵のガウ型飛行空母ウガウガを撃墜しない限り着艦させないという無理難題を押し付けられる。やむなくチャアミンはG・ダミーのMSモードをリアクトし、「白いMS」にウガウガのクルーが慌てふためく隙を突いて、唯一使える武装であるビームサーベルでウガウガを撃墜。やっとG・ダミーを引き渡せたと思ったら、ナイトホークスは女性士官のみの部隊であり、さらに書類ミスでG・ダミーのパイロットとして着任させられてしまう。部隊のエースであり本来のG・ダミーパイロットであったアーシィから対抗心を燃やされ、チャアミンはレビル将軍へ不安を吐露する手紙を送る。
第2話「V=Girls」
次の寄港地であるA=206前線基地からの救援信号をキャッチしたナイトホークス。グフ率いるMS部隊の攻撃を受けている基地へ到着したナイトホークスは、まず上空からのG・ダミーで陽動をかけたところを、水中戦仕様のG・キャノン、母艦のG・タンクからの砲撃で仕留める作戦を実行する。チャアミンの技量では対空砲火を避けるだけで精一杯だったが、湖の中から上陸したG・キャノンの攻撃は成功。しかし初弾命中に気を良くしたアーシィの次弾は外れてしまい、窮地に陥ってしまう。とっさにチャアミンはG・ダミーを急降下させてMSモードをリアクト、変形したG・ダミーのビームサーベルでグフを撃破してアーシィを救い出す。そして指揮官機を失ったジオン軍をG・タンクの砲撃で叩き、戦闘はナイトホークスの勝利に終わった。無事に基地へ辿り着いたナイトホークスたちは「売春宿」の異名通り、連邦兵士たちとどんちゃん騒ぎをしてそのまま慰安任務を遂行する。取り残されたチャアミンは戸惑うばかりだったが、その技量を認めたアーシィから自分のファーストパイロットにしてあげると囁かれ、そのまま一夜を共にする。
第3話「DUTCH」
ジオン軍との度重なる戦闘の中で、チャアミンは徐々にその技量を高めていく。当人はそれをG・ダミーのお陰と謙遜するが、何度も窮地を救われたアーシィは彼を認め、二人の仲は部隊公認、むしろ皆からは娯楽として楽しまれ歓迎されるようになっていた。そんな中、今夜もベッドをともにしたアーシィがふと宇宙に行きたいと吐露する。V作戦1号計画の偽物、本来宇宙用であるはずなのに地上用に限定されたMSの偽物、そして自分たちナイトホークスは疑似ニュータイプとして改造を施された偽物であり、本物はチャアミンただ一人だけだと。宇宙へ行けばみんな本物になれると願いながら寝入ってしまったアーシィを抱きしめ、チャアミンは人に偽物も本物もないのだと呟いた。
第4話「GANG-BANG」
ジオン軍の攻勢はさらに激しさを増し、ナイトホークスは窮地に陥っていた。ウェルディアを「木馬」と誤認していたジオン軍は、寄港地のはずだった連邦軍基地を占拠し、待ち伏せによる奇襲攻撃を仕掛けてきたのだ。損害を受けたウェルディアのエンジンは停止しミノフスキークラフトも出力低下、着底を余儀なくされ、MS隊は決死の反撃に出撃する。しかし複雑な変形機構が仇となり、G・ダミーはその修理のため出撃が遅れてしまう。Wダブデ、ドップ=Re、メタルアッザム、ザク部隊、マゼラトップ隊の猛攻を受けてアーシィ達が追い詰められていく中、修理に焦るチャアミンのもとをローズマリィ艦長が訪れる。こんな戦争で死ぬのは馬鹿馬鹿しいと言って、彼女はこの部隊で一番頼りないチャアミンへ生き残るためのおまじないのキスをし、彼を送り出す。出撃したG・ダミーはメタルアッザムを撃破するが、もはやウェルディアに航行能力は無い。ローズマリィは部隊員を全員退艦させると、ミノフスキークラフトを全開にしてWダブデへ特攻。生き残ったチャアミンは、戦争はいつ終わるのかと、レビル将軍へ問いかけるしかなかった。
第4.5話「FORE PLAY！」
ウェルディアを失ったナイトホークスは、二台のコンテナを母艦代わりに海を越えてジャブローを目指していた。部隊員の皆と他愛ない会話をするチャアミンも、すっかりナイトホークスの一員となっている。そんな中でチャアミンから差し入れを受けたアーシィは、自分は炊事洗濯なんてまったくできず、機械しか取り柄がないと自嘲する。戦争は早く終わってほしいが、戦争が終わったらどうすれば良いのかと不安げに笑う彼女へ、チャアミンはいつか必ず宇宙へ連れて行ってあげると約束するのだった。
第5話「MARRY WIDOWS」
ジャブローを目前にしながら、ナイトホークスはさらなる窮地に陥っていた。疑似NTである彼女たちの生命維持に必要な薬剤は、あとたった2日分しか残されていないのだ。もし薬が切れた場合、筋硬化、半身不随、機能障害が併発し、マウスでの実験では心臓停止まで半日しか保たないとされている。艦長代理を務めるセラフィムに出来る対応は、ジャブローまで急ぐことと、全員に痛み止めのヘロインを配ることだけだった。そしてそんなナイトホークスをジオンのマッド・マッドアングラー隊が襲撃する。2番コンテナが被弾して沈没する中、G・タンクが緊急出撃してジオン軍の攻撃を迎え撃つ。アーシィもまたG・キャノンへと向かっていたが、艦長からの連絡を受けてチャアミンの元に向かい、彼を気絶させる。もはや2日しか寿命の残されていない自分たちと違い、明日のあるたった1人のチャアミンを生き延びさせる事だけがナイトホークスの総意だった。絶望的な戦いを続けるナイトホークス達を残し、自動操縦で発進したG・ダミーはミノフスキー・クラフトユニットを展開、ジャブローへと向かう。チャアミンは薄れゆく意識の中、ジャブローでアーシィたちに再会することはないだろうと予感していた。そしてその予感は現実のものとなった。
第6話「DO AS YOU LIKE IT」
敵の猛攻撃を突破してG・ダミーを大破させながら、辛うじてチャアミンはジャブローへとたどり着く。だがそこで彼を待っていたのは、尊敬する最愛の祖父、レビル将軍の戦死という悲報だった。星一号作戦に向けて最後の艦隊が出撃すると聞かされたチャアミンは、スレイプニール改にMSパイロットとして乗艦する事を決意する。しかしア・バオア・クー戦に参加したチャアミンは、そこがアーシィの望んだ穏やかな宇宙などではなく、ただ無慈悲な殺し合いが続く戦場に過ぎない事を知る。いつかアーシィの望んだ静かな宇宙を作りたいと願いながら戦うチャアミンだが、彼は星一号作戦において未帰還、二階級特進をもって戦死と認定された。
エピローグ「PILLOW TALK GUNDAM」
宇宙世紀0082年。地球の広野の片隅には小さな村があった。そこでは逃亡したジオン兵の残党も、連邦軍の軍人も、一般人たちも、みんな別け隔てなく穏やかに暮らしている。そんな中に混じった女性たちは「人間は案外しぶとい、マウスじゃ半日なのにぴんしゃんしている」と笑い合っていた。そして小さな息子に手を引かれて丘の上に登った若い母親は、そこで村を訪ねてきた若者と出会う。まだ宇宙に行きたいかいと問われた彼女は、あなたがいてくれたら此処で良いと言って彼を抱きしめるのだった。

## 登場人物

### 第13独立電撃部隊
ルウム戦役における赤い彗星の活躍に焦りを覚えた連邦軍上層部が、「連邦にもニュータイプありき」というプロパガンダを行うため、急遽設立した部隊。発案者はレビル将軍であり、アムロ・レイ少尉が地球出身のニュータイプであることを強調した報道を行うとともに、薬を投与した疑似ニュータイプ研究を推進し、やがて独立電撃部隊と慰安婦部隊という二重の偽装を行った上で、擬似NT部隊「ナイト・ホークス」としてホワイトベース隊を援護する陽動作戦に投入した。なお、この部隊にチャアミンを配属させたレビル将軍の真意は不明である。
また、ナイト・ホークスにはV3号作戦のMSが流用、配備されている。これはRXシリーズとホワイトベースの開発を行うV1号作戦、ジオンのABC兵器へのカウンターアタックであり南極条約によって凍結されたV2号作戦に続く、ジオンとの地球本土決戦を想定したMS開発計画である。本来は宇宙用であるMSを完全に地上用として開発したものだが、敗北を想定した逃げ腰の作戦であることから秘匿計画とされ、V1号作戦の成功とともに破棄された。3機の試作機は開発コードを書き換えられ、ナイト・ホークスに配備されるにあたって歴史の表舞台から抹消された。
なお、同人誌版スタッフロールには以下に記載された以外にサリー・オコーナー、ストレイ・マッケンナという部隊員がクレジットされているが、それぞれが作中でどのキャラを示しているのかは不明である。
チャアミン・ブラウン曹長
主人公。気弱な眼鏡の少年。技術士官としてナイトホークスに派遣されるが、成り行きでG・ダミーのパイロットになる。技量は未熟ながらも歴戦の中で徐々にパイロットとして成長を遂げていく。やがてアーシィとは肉体関係を持ち恋人になり、ナイトホークスの一員としても認められるが、部隊は全滅し単独でジャブロー基地へ帰還。その後、強襲揚陸艦スレイプニール=改に配属され、ア・バオア・クー戦にRGM79A2（識別番号GM=203）で参加。そのまま未帰還となったため二階級特進により准尉・戦死扱いとなった。エピローグでは0082年に地球に降り、ナイトホークス隊員らが形成した集落を訪れ、アーシィや実子と再会を果たしている。
なお、地球連邦軍最高司令官のレビルを常に尊敬しており手紙をかかさず送っていたが、終盤、チャアミンがレビル将軍の孫であることが明かされている。ただし、この作品自体は公式設定という訳ではない。
アーシィ・レイス少尉
G・キャノンF1のパイロット。一人称はボク。ナイトホークスのエースパイロットであり、本来G・ダミーに搭乗する予定であったため、チャアミンに対抗心を燃やしていた。しかし戦闘時に窮地を助けられたことでパイロットとしての腕前を認め、そのままチャアミンと関係を持ち恋人となる。強気な性格であるが、一方で自分が疑似NTであることを悩み、宇宙に行けば皆本物になれるのではないかと願っている。また戦闘や機械以外についてはからっきしダメで、戦争が終わったらどうすれば良いのかという不安も零している。のちにナイトホークスが全滅の危機に陥った際に、チャアミンを脱出させるため絶望的な戦場に向かい、消息を断つ。エピローグでは0082年に他のナイトホークス隊員らとともに辺境の集落に住み、子とともにチャアミンと再会を果たした。
ローズマリィ・ルシェンド中佐
第13独立電撃部隊ナイトホークスの指揮官でウェルデアの艦長。大人っぽい女性だが、チャアミンとアーシィの夜の体位について行われる賭けでは一番儲けており、艦内一勘が良いと言われている。ジオン軍の地上戦艦ダブ・ダブデが急襲した際に、チャアミンに戦争に生き残るよう諭し、自らはウェルデアを操縦しダブ・ダブデに特攻をかけ、身を犠牲にして隊員を救出している。しかし、エピローグではどういうわけか生き残っており、他の隊員とともに辺境の集落で生活している。
セラフィム・エラン少佐
第13独立電撃部隊ナイトホークスの副官でウェルデアの操舵士。ローズマリィ脱落後は部隊を率いた。ナイトホークスの隊員は、疑似NT実験の影響で薬物投与しないと生き延びれない身体だと思われていたが、彼女を含めエピローグの0082年まで変わらず生活しているようである。これについてはローズマリィともども「人間はあんがいしぶとい」と笑っている。
医師
センセイと呼ばれているナイトホークスの軍医。彼女自身も擬似NTであり、部隊の体調管理を行っている。第三話ではチャアミンとアーシィの体位をめぐる賭けの配当が医務室でやり取りされているため、博打に一枚噛んでいる模様。投薬が切れた疑似NTは半日で死ぬと診断し、さらにカリブ海カラカス沖の戦闘で医務室のあるコンテナが轟沈したため戦死したと思われていた。しかしエピローグでは生還して辺境の村で医療所を開いており、ヤブ医者呼ばわりする患者をどやしたり、妊婦の出産に大慌てで飛び出したりと落ち着かない日々を過ごしている。そのためナイトホークスの女性たちが生き延びていることも、彼女が本当にヤブで診断を間違えたのではないかと冗談交じりに言われている
同人誌版のスタッフロールに記載されている「医師」は想定キャストが男性である事からジャブローでチャアミンを診察した医師を示しているため、ナイトホークスの医師は「サリー・オコーナー」か「ストレイ・マッケンナ」のどちらかが本名だと思われる。
アリス・メイファン伍長
中華風にダブルシニヨンで髪をまとめた、ナイトホークスのオペレーター。慰安任務の際は率先して連邦兵士と仲睦まじく過ごしており、一部では強い人気を持っているらしい。
ナイト・ホークスのオペレーターは彼女以外にメガネをかけたおかっぱの少女がいるが、そちらは名前が不明である。
タキザワ
階級不明。ナイトホークスの艦載機パイロット。トリアーエズに搭乗する。本編中で彼女と明言されたキャラは描かれておらず第四話で飛行するトリアーエズにタキザワ機がフライパスしていく旨の注釈が書かれたのみだが、第三話、第四-五話間の幕間にてナイト・ホークスのパイロットとオペレーターたちが並んだシーンなどで黒髪で切れ長の目の女性が数カット描かれており、恐らく彼女がタキザワと思われる。
カトレア軍曹
ナイトホークス艦載機パイロット兼G・タンクサブパイロット。金髪を刈り上げにしたような活発な髪型の女性。チャアミンとアーシィの夜の体位についての博打では、予想誌を出して儲けている。第四話ではG・タンクではなくトリアーエズに搭乗、出撃した。
アマンド軍曹
G・タンクのメインパイロット。本編中では第四話でヘルメットを被ったコマしか登場しないが、第三話や第四-五話間の幕間にて彼女と同じ左目の下に泣き黒子のあるウェーブしたロングヘアの穏やかな顔立ちをした少女が、アーシィやチャアミン、カトレア軍曹をはじめとするナイト・ホークスのパイロットとオペレーターたちと並んで描かれたカットがあるため、恐らく彼女がアマンド軍曹と思われる。

## 登場兵器
地球連邦軍
RXX G・ダミー
V作戦1号計画に対し、試作段階で不採用になった3号計画。本来宇宙用であるMSの性能を限定した「大気圏内戦闘用MSの開発」に基づく機体。あくまで試作機に過ぎず、またRXシリーズとはまったく別系統の機体ながら、ガンダム系統のカラーを施されて1号計画部隊の行動撹乱に投入された。実戦配備は宇宙世紀0079年11月8日。
ビームライフルやビームサーベルを装備しているなど本来のRX-78-2ガンダム（本作では78試と呼ばれる）と同様の技術が投入されているが、その外見は大きく異なり、あくまでもガンダムに似せて塗装と偽装を施しただけの別機種である事が窺える。ジオンからは当初、新型の戦闘爆撃機と目されていたが、その存在が知られるにつれて「木馬の白いMS」と誤認されるようになった。
チャアミンの技量が未熟なこともあって、飛行形態で出撃、急降下と同時に変形してサーベルで斬りつける奇襲戦法が多用され、ビームライフルなどの兵装を使用しなかったため、作中でもチャアミンが「一度も使ったことないな」とぼやいている。飛行形態への変形については大型のバックパックに上半身を折り曲げて収納、脚部を後部バーニアにする程度のもので、後発の可変型MSに比べるとかなり簡易的だが、一年戦争当時としては極めて複雑な機構が仇となり、不調を起こす事もあった。また内蔵されたミノフスキー・クラフトを翼状に展開することでMS形態でも飛行可能だが、かなり無理があるらしく、ジャブロー到着時は完全に大破していた。
RXY G・キャノンF1
G・ダミー、G・キャノンと異なり、量産型ガンキャノンに類似したフォルムを持つモビルスーツ。連邦軍の開発した兵装切替式水陸両用MSの試作１号機。ロールアウトは宇宙世紀79年6月で、G・ダミーの到着までは、ナイトホークスのエース機として認知されていた。
両肩にキャノンを搭載したS（スタンダード）仕様、モータードライブ式の機関砲を搭載したMD仕様、中距離誘導弾バトルアクスを搭載した水中戦仕様、右肩にキャノン砲・左肩にスプレーミサイルを装備した仕様など、状況に応じて様々な武装に換装できる。水中戦装備のない通常仕様でも水中用MSとして一定時間運用する事も可能。一方でビームライフルが使用できないなど火力不足は否めず、ドム相手にはHEAT弾すら通用せず窮地に追い込まれるなど、V作戦第一号計画に基づく本来のガンキャノンなどには及ばない。
RXZ G・タンク
両肩およびうなじの部分にキャノン砲、両腕にはフェアリングユニットに覆われたミサイルを一発ずつ装備した可変戦車。元は宇宙世紀78年8月にロールアウトした、３タイプへの変形を可能とした地上用MSの試作１号機。
腹部を車体に埋没させたタンクモードから、屹立したスタンディングモードへと変形する。そのデザインは本来のガンタンクとは大きくかけ離れており、どちらかといえばガンタンクIIに近いフォルムをしている。3タイプのうち作中で登場したのは2モードのみだが、タンクモードで水上戦闘を行うシーンも観られた。
ウェルデア（輸送機）
脱着式専用コンテナを左右に1個ずつ装備できるようにミデアを大型化したような輸送機。MS運用能力を有しており、G・ダミー、G・キャノン、G・タンクの他、トリアーエズを2機搭載している事が確認されている。またコンテナ部分だけでも多少の移動は可能らしく、ジャブローへの移動時には切り離されたコンテナ二台を連結して海上航行も行った。その形状は当然ながらホワイトベースとはかけ離れているため、誤認したジオン軍からは「太ったうずら」と呼ばれた。しかしながら連邦軍でMSを有している部隊はホワイトベース隊のみであるという認識から、ウェルデアこそが「木馬」だと判断され、次々とジオン軍の襲撃を受ける。最終的にはボルティモア付近で大破し、残されたコンテナ部もカリブ海で撃沈されたが、多くのジオン軍部隊を引き付けたことで欺瞞・陽動として十分な役割を果たした。
スレイプニール改（強襲揚陸艦）
ペガサス級強襲揚陸艦と思われるホワイトベースに酷似した宇宙艦艇だが、両舷のMS格納庫にあたる部分はサラミス級宇宙巡洋艦をそのまま接続したような形状になっており、カタパルトも露天型となっている。ジャブローから出撃して星一号作戦に従事し、ア・バオア・クー攻略にサラミス級を含む11隻の雁行隊形の艦隊で参加した。その後の詳細は不明。
ジャブローに到着したチャアミンは本艦に臨時パイロットとして着任し、ア・バオア・クー攻略に参加した。
RGM79A2 GM
ジャブローに到着したチャアミンが、スレイプニール改に着任する際に搭乗した機体。チャアミンの機体は203号機。ア・バオア・クー攻略に参加したが、最終的にチャアミン機は未帰還となった。
ジオン公国軍
MS-07C グフ
グフのバリエーション、または改修機。オプションパーツとして先端がフック状になったスタンアンカーを右腕に装備し、左手を親指をセンサーにしたバルカンアームに換装している。
MAX-03M メタルアッザム（モビルアーマー）
アッザムのバリエーション、または改修機。胴部にディフォルメされた顔のノーズペイントが施されている。
ドップリ
Dopp-Re
ドップのバリエーション、または改修機。
ウガウガ
ガウを大型化した輸送/爆撃機。
ダブ・ダブデ
ダブデを2台連結させたような超大型陸戦艇。
マッド・マッドアングラー隊（潜水艦）
ズゴック、ゴッグ、ハイゴッグ、アッガイ、ゾゴックなど多数の水中用MSを保有する潜水艦部隊。マッドアングラー隊との関係は不明。カリブ海にてナイト・ホークス隊を奇襲し、全滅させた。